# Фидлер, Тамара Лазаревна
Тамара Лазаревна Фидлер (17 ноября 1916, Саратов — 3 апреля 2009, Торонто) — российская пианистка и педагог. 
Дочь пианистки и музыкального педагога Цецилии Моисеевны Фидлер (1885—1954), ученицы Альфреда Рейзенауэра. Жена виолончелиста Бениамина Морозова (1923—2014).
Начала учиться игре на фортепиано у своей матери, затем окончила Ленинградскую консерваторию (1938) у Леонида Николаева и её аспирантуру (1941) под тем же руководством. С началом Великой Отечественной войны вместе с консерваторией эвакуировалась в Ташкент, где работала ассистентом в классе своего наставника вплоть до его смерти в 1942 году. В дальнейшем работала на факультете военных дирижёров, вела курс общего фортепиано, а затем долгие годы преподавала на кафедре камерного ансамбля Ленинградской консерватории.
Отказавшись от сольной исполнительской карьеры, Фидлер сосредоточилась на искусстве ансамблиста. Более 20 лет она выступала в дуэте со своим мужем виолончелистом Бениамином Морозовым и с Квартетом имени Танеева, в состав которого он входил. Среди других постоянных партнёров Фидлер были, в частности, скрипачи Владимир Овчарек, Михаил Вайман, Виктор Либерман, Марк Комиссаров. Как указывал в 1981 г. рецензент газеты «Советская культура»,

её игре свойственны активная внутренняя энергия при подчёркнутой глубине и строгости интерпретации, непреклонная ритмическая точность и, одновременно, свобода романтических тембровых «сдвигов». Особо следует сказать о высокой культуре звукоизвлечения, столь осмысленного, что нередко даже начальные звуки исполняемой пьесы сразу же погружают слушателя в мир поэтических, одухотворённых художественных образов музыки.

С 1998 года жила в Канаде.
Награждена орденом «Знак Почёта» (28.12.1987).

## Семья
Двоюродный брат — художник-керамист Эжен Фидлер.